# Bạch Long Vĩ

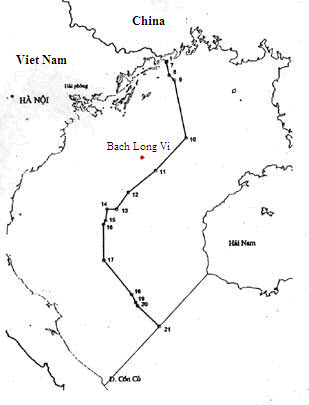
Karta över ön

Bạch Long Vĩ  är en ö i Tonkinbukten som utgör ett distrikt som tillhör storstaden Hai Phong i norra Vietnam. Ön är drygt 3 kvadratkilometer stor och är belägen ungefär halvvägs mellan Hai Phong och det kinesiska ön Hainan Dao. Fiske utgör en viktig näring i hela Tonkinbukten och på Bạch Long Vĩ  finns anläggningar för att kläcka fiskägg. Mer än femtio arter av fiskar som är kommersiellt intressanta finns i farvattnen runt ön.

## Ö-namn
"Bạch Long Vĩ" betyder på vietnamesiska "Den vita drakens svans". Före 1900-talet kallades ön oftast "Vô Thủy" vilket betyder "inget vatten" vilket hade att göra med att ön inte hade någon tillgång på dricksvatten.
Före 1950 var, enligt Li Dechao, Näkergalsön (pinyin Yèyīng Dǎo) öns namn.
Ett annat namn som förekommer om ön, som både vietnamiska fiskare och kineser använt är Fushui-ön (pinyin Fúshǔi Zhōu; vietnamesiska "Phù Thủy Châu" som betyder "pärlan som flyter på vattnet".

## Geografi
Bạch Long Vĩ är 58 m.ö.h. som högst och är en drygt 3 km stor platå i havet. Det finns inga andra landområden inom 75 kilometers avstånd.
Bạch Long Vĩ island är en platå i havet som sträcker sig i nordostlig – sydvästlig riktning och hör till den nordvästra delen av Song Hongs kenozoiska sedimentära bäcken, som i öster övergår i norra delen av Tonkinbukten. Ön består av sandsten och sedimäntära bergarter som siltsten till ett djup av 200 m.

## Historia
Före 1900-talet var Bạch Long Vĩ obefolkad på grund av bristen på dricksvatten.
1887 gjorde Kina och Frankrike en överenskommelse som innebar att ön kom att tillhöra Franska Indokina inom Annam. Det var en överenskommelse som Kina ansåg ensidig och på samtida kartor kom därför ön alltjämt att visas som tillhörig Kina.
Under Andra världskriget invaderade japanska armén Indokina och erövrade Bach Long Vi 1945, strax före krigsslutet.
1957 överförde Kina ön till Nordvietnam. Samma år etablerades ett fisk-kooperativ på Bach Long Vi, Hợp tác xã Nông ngư, med 93 arbetare, 13 fartyg och 22 hektar mark.
I en konvention kring Tonkinbukten som tecknats mellan de kinesiska och vietnamesiska regeringarna fastslås att Kina respekterar Vietnamns ägande av ön och att den inte längre finns någon gränstvist länderna emellan.

## Fågelliv
Ön är hemvist för åtskilliga arter av flyttfåglar, bland annat inom familjen storkar, släktet turturduvor, familjen drongor och purpurhönan. Lokala myndigheter har utformat ett naturskyddsprogram för att skydda fåglarna under flyttsäsongen.